# Томинц, Иосип
Иосип (Йозеф, Джузеппе) Томинц (словен. Giuseppe Tominz; 1790—1866) — итало-словенский художник из Австрийского Приморья. Работал в основном в среде высшей буржуазии Иллирийского королевства Австрийской империи. Был одним из самых выдающихся портретистов эпохи бидермайера.

## Биография
Родился 6 июля 1790 года в Гориции, Италия, на границе со Словенией. Был вторым ребёнком из одиннадцати детей Ивано Томинца (Ivano Tominz) и его жены Марии Анны Джаккини (Maria Anna Giacchini).
Воспитывался в италоговорящей среде. Посещал начальную школу пиаристов в Гориции, где начал рисовать. Свою начальную художественную подготовку получил у местного художника Карела Кебера (англ. Karel Keber). В 1809 году Томинц уехал в Рим, помощь ему в этом оказали австрийская эрцгерцогиня Мария-Анна, сестра австрийского императора Франца II, и граф Francesco della Torre. В Риме учился живописи с Domenico Conti Bazzani в Академии Святого Луки. В 1814 году он был награждён серебряной медалью за рисунок Study of the Apostople.
В 1816 году художник женился на Марии Риччи (англ. Maria Ricci), у них родилось два сына — Аугусто и Альфредо. В 1818 году Томинц стал первым директором триестского музея Револьтелла и в этом же году вернулся с семьей в Горицию. В 1819 году художник некоторое время жил в Вене. С 1821 по 1823 год жил и работал в Любляне, где выставлял свои работы — портреты знати, буржуа и религиозных деятелей. В период с 1830 по 1855 год жил и работал в Триесте. В конце жизни вернулся в Горицию, жил в своем поместье Gradišče nad Prvačino, где и умер 22 апреля 1866 года (недалеко от города Нова-Горица).

## Работы
Иосип Томинц работал в Австрийской империи и Италии. Был одним из самых выдающихся итальянских портретистов стиля бидермейер. Его религиозные произведения можно увидеть в церкви Святой Марии (англ. Holy Mary Church ) в Столиве. Его работы выставлены в музее Револьтелла в Триесте, в Национальной галерее Словении в Любляне, Национальном музее Сербии и Музее истории и искусства в его родном городе Гориция.

Некоторые работы
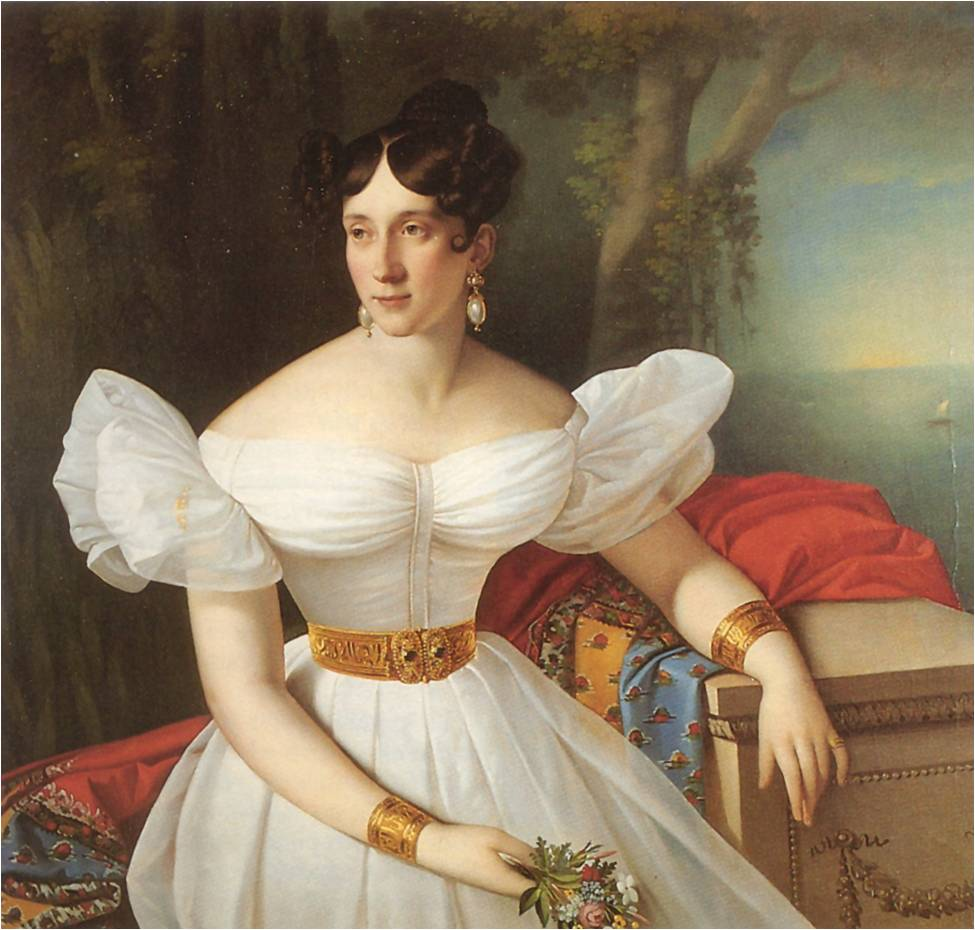
Джузеппина Хольцкнехт
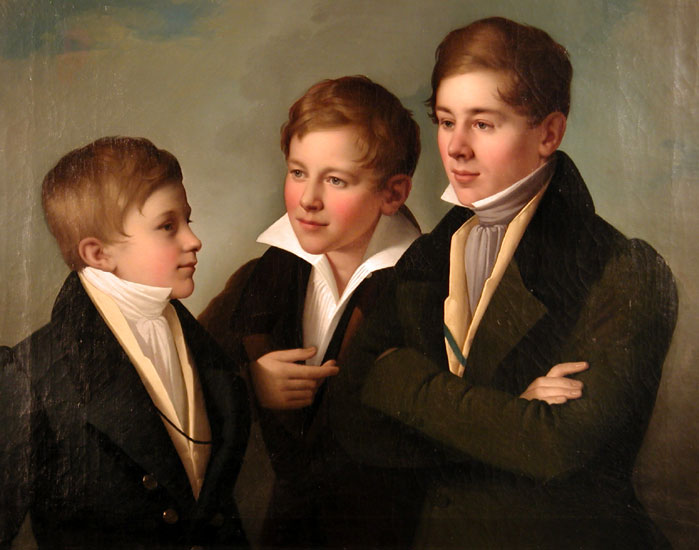
Три брата
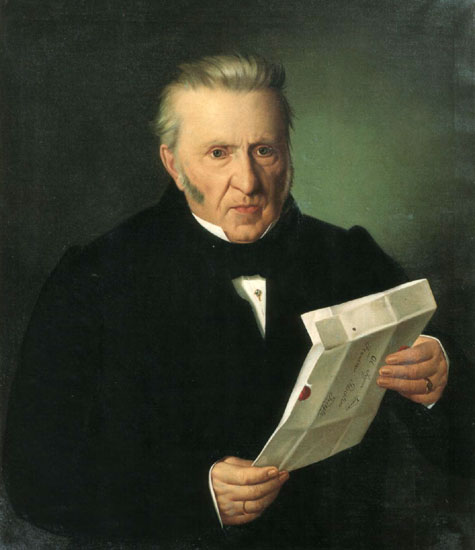
Франческо Паскоттини